# Hidassy Elek
Hidassy Elek, Brückler Alexius Joannes Antonius, névváltozat: Hidasi (Jászberény, 1826. április 3. – ?, 1890 körül) színész, színigazgató, írnok, szolgabíró.

## Életútja
Gimnáziumot végzett. Első fellépése 1844-ben Debrecenben volt. 1848 tavaszán megválasztották a jászberényi nemzetőrség főhadnagyának, júniusban a 65. honvéd zászlóaljban volt százados, július-augusztusban részt vett a délvidéki harcokban, szeptember 17-től pedig századosként szolgált a Jászkun Kerületi önkéntes nemzetőrzászlóaljnál Görgey táborában. Novembertől újból a délvidéki szerb felkelők ellen küzdött. Ezután főszázadosként harcolt Komáromban és Aradon, 1849. január 16-án főhadnaggyá nevezték ki a 19/III. gyalogezredhez, azonban Hatvani Imre szabadcsapata lovasszázadának kapitányi tisztét töltötte be. Június 14-tól alszázados, júliustól századkapitány a 18. Attila huszárezredben. Világosnál fogságba került. 1850-ben Kaczvinszky János társulatához került feleségével, majd 1851-től Miskolcon mint színigazgató működött, azonban csődbe ment. 1853-ban már új feleségével, Balog Jozefával közösen Szabadkán hozott létre egy társulatot, majd a következő évben újra színész lett. Igazgató volt még 1859. október 9-től Győrben és 1863-ban pedig Tatán. 1880-tól Baján játszott. Zomborban rosszul ment sora, így 1867-től Vas megyei jegyző, majd a Vas megyei Honvédegylet tagja lett. A kiskőrösi járásban volt szolgabíró. A solti járási szolgabíróságnál előbb mint írnok, később mint szolgabírósegéd 1878. évig 11000 forintnyi összeget sikkasztott és több okmányhamisítást követett el. A kalocsai királyi törvényszék hivatalos sikkasztás és okmányhamisítás miatt 4 évi börtönre ítélte, a tábla ezen ítéletet helyben hagyta, a kúria azonban a büntetést 5 évi fegyházra emelte fel a vizsgálati fogságból 1 évet és 8 hónapot kitörlöttnek véve.
Rakodczay Pál szerint az 1890-es évek elején halt meg. Hadaró beszéde miatt színészként nem volt sikeres. Janku című színművét a vidéki színpadokon mutatták be.

## Családja
Brückler János és Dózsa Mária fiaként született. 1849-ben feleségül vette Prielle Kornéliát. 1865. július 13-án Egervárott feleségül vette a tatai születésű Tóth Ida Erzsébet Karolinát (kereszteltetett: 1839. február 22.), Tóth János színész és Kosztolányi Antónia leányát. Miután tőle megözvegyült, 1875. augusztus 1-jén Kiskőrösön feleségül vette az alsódabasi származású nemes Szalay Malvinát (1855. augusztus 26. – Sátoraljaújhely, 1896. augusztus 1.), Szalay Antal kiskőrösi szolgabíró és Balla (Brunnekker) Sarolta leányát.

## Fontosabb szerepei
- Szegfű Bandi (Gaál József: A peleskei nótárius)
- Kados (Vahot Imre: Huszárcsíny)